# برونو أوفيني
برونو أوفيني بورتولانتشا (بالبرتغالية: Bruno Uvini Bortolança‏) وهو لاعب كرة قدم برازيلي في مركز قلب الدفاع, ولد في يوم 3 يونيو 1991 في بلدة كابيفاري في البرازيل
لعب مع نادي نابولي كما سبق له اللعب مع نادي سيينا في إيطاليا ولعب مع توتنهام سبيرز ومع نادي ساو باولو ومع نادي أوداكس ونادي النصر ونادي الوكرة ويبلغ طوله 187 سم، كما سبق له اللعب مع منتخب البرازيل لكرة القدم.

## روابط خارجية
- برونو أوفيني على موقع الاتحاد الدولي (مؤرشف)  (الإنجليزية)
- برونو أوفيني على موقع رابطة كرة القدم اليابانية للمحترفين (اليابانية)
- برونو أوفيني على موقع إي إس بي إن إف سي (الإنجليزية)
- برونو أوفيني على موقع قاعدة بيانات كرة القدم.إي يو (الإنجليزية)
- برونو أوفيني على موقع ناشيونال فوتبول تيمز (الإنجليزية)
- برونو أوفيني على موقع Soccerbase.com (لاعب) (الإنجليزية)
- برونو أوفيني على موقع Soccerway.com (الإنجليزية)
- برونو أوفيني على موقع عالم كرة القدم.نت (الإنجليزية)
- برونو أوفيني على موقع أوليمبيديا (الإنجليزية)
- برونو أوفيني على موقع اللجنة الأولمبية البرازيلية (البرتغالية)